# Análisis de palabras asociadas
El análisis de palabras asociadas, o método de palabras asociadas (coword analysis, en inglés) es una metodología ciencimétrica que permite dibujar redes de palabras a partir de documentos textuales. Se emplea en los sistemas de conocimiento como instrumento para identificar los centros de interés de un campo científico. Fue ideado a principios de la década de los 80 en el Centre de Sociologie de l'Innovation de L'École de Mines de Paris por Michel Callon, John Law y Jean Pierre Courtial.
El análisis de palabras asociadas está basado en la Teoría Actor-Red que considera que la Ciencia se construye a partir de actores humanos y no humanos y que se pueden representar por redes de palabras. El análisis de palabras asociadas es la base de los sistemas de conocimiento entre los que se encuentran Leximappe y Copalred entre otros.
- Datos: Q5700708